# Гловацкий, Николай Михайлович
Никола́й Миха́йлович Гло́вацкий (30 октября 1895 года, город Гродно, Гродненская губерния, Российская империя — 3 августа 1941 года, Ленинград) — советский военачальник, генерал-майор, участник обороны Пскова. Расстрелян 3 августа 1941 года, реабилитирован 8 декабря 1958 года.

## Биография
Родился 30 октября 1895 года в городе Гродно (ныне Республика Беларусь) в семье делопроизводителя Губернского Отдела Общественного Призрения .
В 1907 году окончил двухклассную школу и поступил в Иркутскую губернскую гимназию, которую окончил в 1915 году. Смерть отца застала его в 5-м классе гимназии. Средства к существованию, дополнительно к пенсии матери, зарабатывал репетиторством.
В 1915 году после окончания гимназии поехал в Москву и поступил в 1-й Московский Государственный Университет на юридический факультет. В том же году поступил на службу во Временный Комитет по оказанию помощи беженцам на должность инструктора, продолжая учёбу в университете.
2 марта 1916 года был призван на военную службу, а 15 марта 1916 года направлен в 3-ю Московскую школу прапорщиков, которую окончил 30 июля 1916 года. По окончании школы был назначен в 29-й пехотный запасной полк в Троицко-Сергиевский посад Моковской губернии, где служил младшим офицером роты и командиром маршевой роты.
В феврале 1917 года окончил пулемётные курсы Западного фронта.
В 1917 году был выбран начальником пулемётной команды полка. Последний чин — подпоручик.
В 1918 году вернулся в Москву и продолжил учёбу. 20 мая 1918 года поступил в Имущественно-техническое управление Московского окружного комиссариата на должность приёмщика и агента для поручений.
Осенью 1918 года руководил перевозкой военных учреждений, эвакуированных из Петрограда в Москву, продолжая руководить отправкой имущества на фронты гражданской войны. Одновременно состоял военным инструктором Всевобуча Военного коммиссариата Городского района Москвы.
В марте 1919 года был откомандирован в распоряжение командира 1-го полка особого назначения и был назначен помощником начальника полковой школы.
В 1919 году был выделен на формирование 75-го Отдельного стрелкового батальона и назначен на должность адъютанта.
В ноябре 1919 года вместе с батальоном участвовал в ликвидации остатков Мамонтовского прорыва и борьбе с бандитизмом на боевых участках Тамбовской и Воронежской Губернии до января 1922 года.

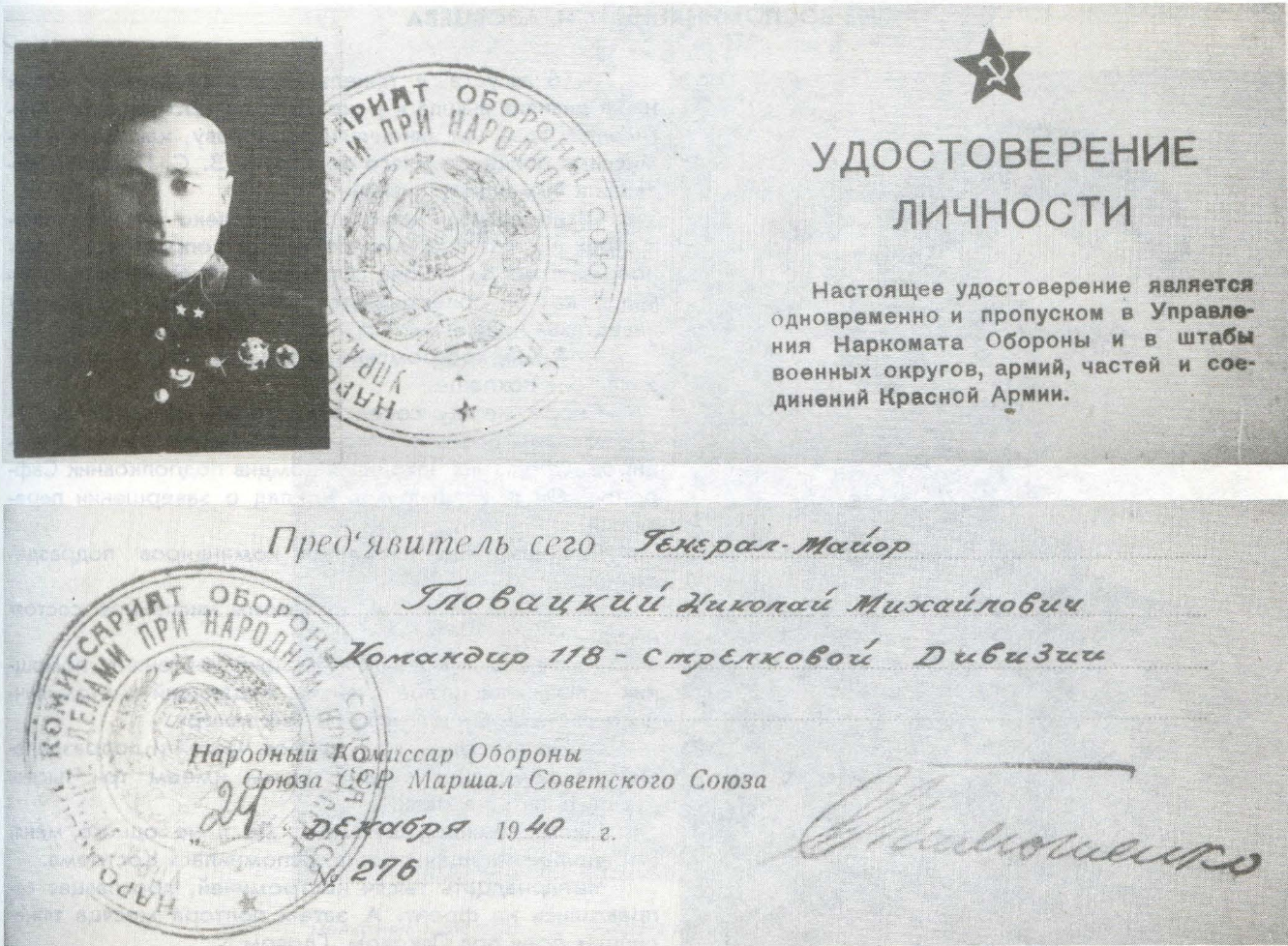
Удостоверение личности Н. М. Гловацкого, подписанное Наркомом Обороны СССР Маршалом Советского Союза С. К. Тимошенко

В 1920 году 75-й отдельный стрелковый батальон развернулся в 41-й стрелковый полк, где Гловацкий был назначен командиром 1-го батальона.

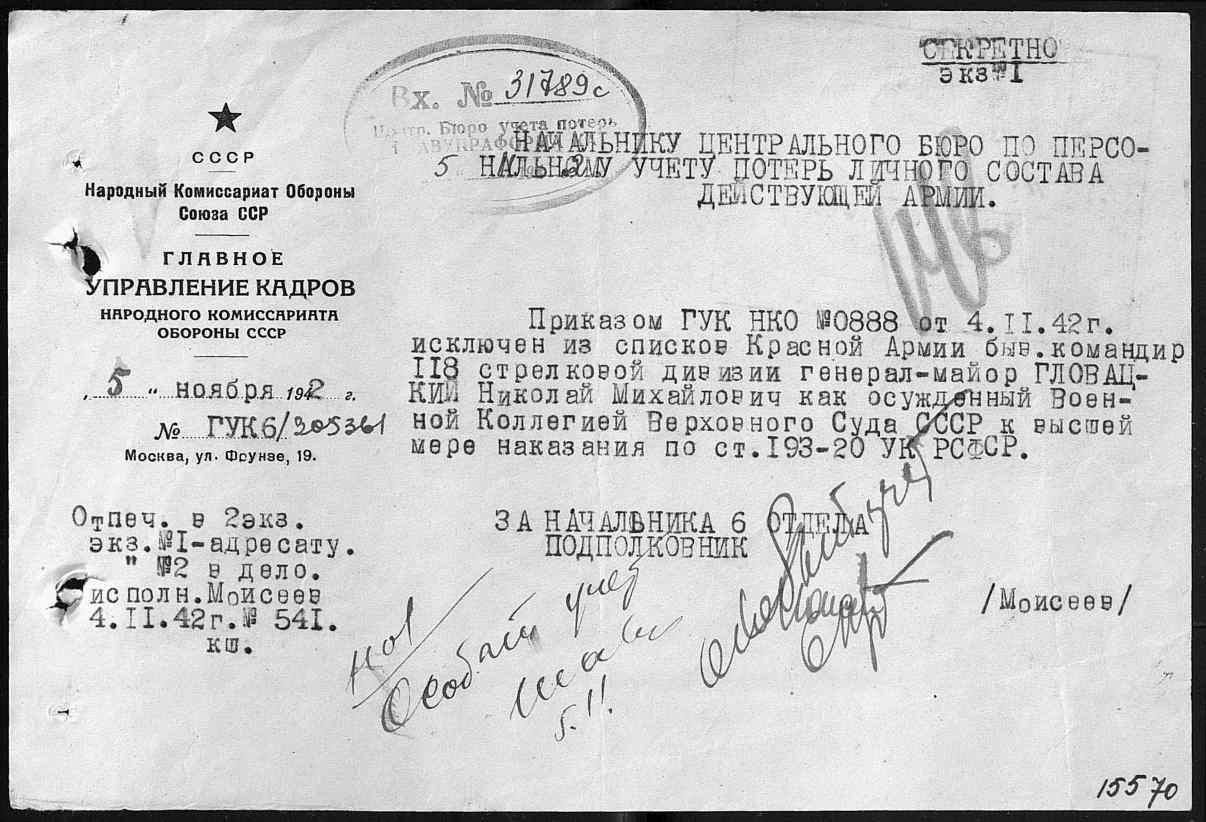
Справка главного управления кадров народного комиссариата обороны СССР

В 1921 году был назначен помощником командира части.
В 1922 году командирован на курсы «Выстрел» на отделение старших стрелковых начальников, которые окончил в июле 1923 года. По окончании курсов был командирован в Монголию.
В 1928 году поступил в Военную академию РККА М. В. Фрунзе на основной факультет.
В 1931 году в числе тридцати человек досрочно окончил академию по первому разряду и был назначен начальником 1-й части штаба 12-го стрелкового корпуса.
В 1932 году назначен начальником штаба 32-й стрелковой дивизии в Саратове.
В 1936 году назначен начальником штаба 26-го стрелкового корпуса.
В 1937 году назначен командиром-комиссаром 26-й стрелковой дивизии. На осенних инспекторских проверках дивизия по всем видам боевой подготовки заняла третье место.
Был арестован в марте 1938 и освобождён в октябре 1939 года
В феврале 1938 года дивизия по всем видам боевой подготовки заняла первое место в войсках Приморской группы и всей ОКДВА.
Осенью 1940 года был назначен командиром 118-й стрелковой дивизии.

## Участие вОбороне Пскова
4 июля 1941 года город Остров заняли части немецкого 41-го корпуса силами 1-й танковой дивизии, тем самым обеспечив плацдарм для дальнейшего наступления на Псков.
6 июля 1-я танковая дивизия начала быстрое продвижение на Псков. Оборону Пскова должен был обеспечить 41-й стрелковый корпус под командованием генерал-майора И. С. Кособуцкого. В состав корпуса входили 111-я, 118-я и 235-я стрелковые дивизии и остатки 1-го механизированного корпуса. 118-я дивизия под командованием генерал-майора Гловацкого заняла укреплённый район, прикрывавший Псков с запада. Протяжённость его фортификационных сооружений составляла 26 км по фронту. 111-я дивизия окопалась на южных окраинах Пскова между шоссе и рекой Великой. 235-я дивизия прибыла в Псков только 6 июля.
5 июля З6-я моторизованная дивизия немцев атаковала Псковский укреплённый район у деревни Филатова гора, расположенной на левом берегу реки Великой, в 20 км юго-западнее Пскова. Там их встретили части 118-й дивизии, которые приняли бой и отбросили противника. Подразделения 118-й дивизии удерживали оборону по старой государственной границе вплоть до 7 июля.
Встретив упорное сопротивление, немцы обошли Псков с востока, форсировали Череху на переправах у деревни Карамышево и начали развивать наступление в сторону Луги. Это создало реальную угрозу окружения тех красноармейских частей, которые находились за рекой Великой.
В ночь на 8 июля генерал Гловацкий обратился в штаб корпуса с просьбой разрешить отвод войск из-за реки в город, но получил отказ от И. С. Кособуцкого. В это время передовые танки противника, совершив обходной манёвр, уже приближались к восточной окраине Пскова со стороны Крестов. Осознавая неизбежность окружения, Гловацкий вновь обратился к И. С. Кособуцкому с просьбой разрешить отступление. Кособуцкий отдал приказ отступать к Пскову, но не информировал Гловацкого о том, что с левого берега, помимо его дивизии и гарнизона Псковского укрепрайона, одновременно должны отходить два полка 111-й дивизии. (Впоследствии при аресте и на допросе Кособуцкий отказался признавать факт отданного приказа. Так как времени на получение письменного приказа у Гловацкого не было, подтвердить факт приказа он не мог. Отсутствие письменного приказа и отказ Кособуцкого признать факт приказа легли в основу обвинительного приговора Гловацкому).
Для отступления с Завеличья использовался автомобильный мост. Однако командование корпуса не организовало отход и не дало никаких распоряжений о порядке перехода реки полками различных дивизий. В результате подходившие к мосту в разное время части обеих дивизий перемешались, порядком перехода и обороной моста никто не руководил.
К мосту прибыл начальник инженерной службы 111-й дивизии майор И. В. Викторов. В ходе отступления начальник подрывной команды воентехник А. А. Шпиц, не имея никаких конкретных инструкций, данных о противнике и вообще каких-либо указаний от начальства, взорвал мост, когда прямая угроза со стороны противника ещё отсутствовала.
В момент подрыва автомобильного моста часть сил 118-й дивизии и два полка 111-й дивизии не успели отойти на правый берег реки Великой. В результате бойцы переправлялись на подручных средствах под натиском подошедшего противника. В результате обе дивизии понесли большие потери.

## Арест, гибель, реабилитация
19 июля 1941 года был арестован. Выездная сессия Военной коллегии Верховного суда СССР на судебном заседании в Ленинграде 26 июля 1941 года признала Гловацкого виновным в оставлении позиции без письменного приказа командира корпуса и приговорила к высшей мере наказания с конфискацией имущества и лишением воинского звания. Приговор приведён в исполнение 3 августа. Числился командиром до 20 августа. Реабилитирован по определению Военной коллегии Верховного суда СССР от 8 декабря 1958 года. Приговор отменён за отсутствием состава преступления.

## Воинские звания
- Полковник (29.11.1935)
- Комбриг (17.02.1938)
- Генерал-майор (4.06.1940)

## Награды
- орден Красного Знамени (22.02.1938)[6].
- орден Красной Звезды (16.08.1938)[6].
- Юбилейная медаль «XX лет Рабоче-Крестьянской Красной Армии» (1938)[6].
- орден Драгоценного жезла 2-й степени (Монгольская Народная Республика, 19.10.1924)[6], в связи с реформой системы государственных наград в 1930 году заменён на орден Красного Знамени Монгольской Народной Республики[7].

## Семья
Отец — выходец из крепостной крестьянской семьи работал учителем около 8 лет. В 1897-98 гг. был переведён по службе в г. Иркутск, где работал сначала делопроизводителем, а затем столоначальником Губернского управления. Пройдя кандидатский стаж на классный чин, был назначен председателем Уездного съезда крестьянских начальников. Умер 17.12.1911 г. в г. Нижнеудинске в чине коллежного секретаря.
Мать после смерти мужа получала около 20-30 руб пенсии, чего не хватало на содержание. Болела туберкулёзом лёгких с 1896 г. По специальности акушер-фельдшер. Умерла 09.12.1929 г.
Жена — Гловацкая (Чевилева) Мария Тимофеевна.
Сын — Гловацкий Николай Николаевич.